# تئاتر خیابان پنجم

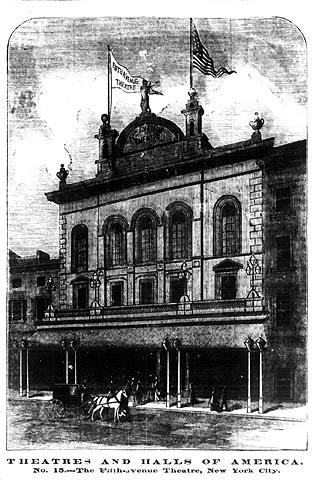
نقاشی از تئاتر خیابان پنجم، ۱۸۷۴

تئاتر خیابان پنجم (به انگلیسی: Fifth Avenue Theatre) یک تئاتر برادوی در منهتن، نیویورک، ایالات متحده آمریکا، در خیابان بیست و هشتم غربی، پلاک ۳۱ و برادوی ۱۱۸۵ بود که در سال ۱۹۳۹ تخریب شد.
این تئاتر که در سال ۱۸۶۸ ساخته شده بود، در میانهٔ دههٔ ۱۸۷۰ بدست آگوستین دالی اداره می‌شد. در سال ۱۸۷۷، این سالن نخستین تئاتر مجهز به تهویهٔ هوا در جهان شد. در ۱۸۷۹، نمایش جهانی دزدان دریایی پنزانس اثر گیلبرت و سالیوان و نمایش اچ.ام.اس پینافور از شرکت اپرای دویلی کارت در نیویورک و سپس سایر اپراهای دیگر گیلبرت و سالیوان در طول دههٔ ۱۸۸۰ را روی صحنه برد. تئاتر تا پایان سدهٔ نوزدهم به ارائهٔ نمایشنامه و موزیکال ادامه داد. در آغاز سدهٔ بیستم، تئاتر آثار کلاسیک انگلیسی و سپس ودویل و بعدها فیلم نیز ارائه می‌داد، در کنار نمایشنامه و موزیکال.